# Màloie Sxerbedino
Màloie Sxerbedino (en rus: Малое Щербедино) és un poble de l'óblast de Saràtov, a Rússia, segons el cens del 2010 tenia 457 habitants. Pertany al districte municipal de Romànovka.